# Adele Romanski
Adele Romanski est une productrice de cinéma américaine. Elle a remporté l'Oscar du meilleur film en 2017 pour Moonlight, produit avec Dede Gardner et Jeremy Kleiner,.

## Biographie

### Jeunesse
Adele Romanski a grandi à Venice (Floride). Elle est diplômée de la Pine View School en 2001, puis en 2004 de la Florida State University.

### Carrière
Elle produit actuellement Under the Silver Lake. En janvier 2017, il est annoncé qu'elle sera productrice déléguée de la saison[Laquelle ?] de The Girlfriend Experience.

### Vie privée
Elle est mariée avec le directeur de la photographe James Laxton.

## Filmographie

### Comme productrice
| Année                 | Film                               | Réalisateur           | Notes |
| --------------------- | ---------------------------------- | --------------------- | --- |
| 2010                  | The Myth of the American Sleepover | David Robert Mitchell | Nommée au 26e Film Independent's Spirit Awards |
| 2010                  | The Freebie                        | Katie Aselton         | |
| 2012                  | Black Rock                         | Katie Aselton         | |
| 2013                  | Bad Milo!                          | Jacob Vaughan         | |
| 2014                  | War Story                          | Mark Jackson          | Co-productrice |
| 2016                  | Kicks                              | Justin Tipping        | |
| 2016                  | Morris from America                | Chad Hartigan         | Festival du film de Sundance 2016 |
| 2016                  | Moonlight                          | Barry Jenkins         | Oscar du meilleur film British Independent Film Awards du meilleur film indépendant étranger Golden Globe du meilleur film dramatique Film Independent's Spirit Awards du meilleur film Nommée au British Academy Film Award du meilleur film Nommée au Producers Guild of America Awards du meilleur film |
| 2017                  | Gemini                             | Aaron Katz            | |
| 2017[réf. nécessaire] | Under the Silver Lake              | David Robert Mitchell | Post-production |

- 2024 : Mufasa : Le Roi lion (Mufasa: The Lion King) de Barry Jenkins